# Elliott Smith (album)
Pour les articles homonymes, voir Elliott Smith (homonymie).
Albums de Elliott Smith
Roman Candle
(1994) Either/Or
(1997)
Elliott Smith est le premier album d'Elliott Smith à bénéficier d'une distribution grand public. Il est parfois connu sous le nom de Kill Rock Stars, maison d'édition qui l'a sorti.

## Liste des titres
1. Needle in the Hay - 4:16
2. Christian Brothers - 4:30
3. Clementine - 2:46
4. Southern Belle - 3:06
5. Single File - 2:26
6. Coming up Roses - 3:10
7. Satellite - 2:25
8. Alphabet Town - 4:11
9. St Ides Heaven - 3:00
10. Good to Go - 2:24
11. The White Lady Loves You More - 2:24
12. The Biggest Lie - 2:39

### Média
- BlamoNet Elliott Smith Image Gallery
- Trash Treasury - Download hub and webforum; largest collection of live recordings on the internet.
- ElliottSmithBsides.com - Unreleased Elliott Smith Demos